# Baghlán
Provincie Baghlán (persky ولایت بغلان‎, paštunsky د بغلان ولایت‎) je jedna z 34 provincií v Afghánistánu. Nachází se na severu Afghánistánu. Hlavním městem této provincie je Pol-e Chumrí. Provincie vznikla v roce 1964 rozdělením bývalé provincie Qataghán.